# Daniel Boulanger
Daniel Boulanger (Compiègne, 24 gennaio 1922 – Senlis, 27 ottobre 2014) è stato uno scrittore, drammaturgo, poeta, attore e sceneggiatore francese.

## Biografia
Nato il 24 gennaio 1922 a Compiègne, figlio di Michel Boulanger e Hélène Bayard, Boulanger fu membro della resistenza francese durante l'occupazione nazista della Francia. Vicino alla Nouvelle Vague, fu diretto da Godard in Fino all'ultimo respiro, 1960 e da Truffaut in Tirate sul pianista, 1960 e in La sposa in nero, 1968. Nel 1963, la raccolta di racconti Les Noces du Merle gli valse il premio Nouvelle. Sul grande schermo interpretò ruoli secondari e fu un membro dell'Académie Goncourt dal 1983.

## Opere

### Romanzi
- (FR) Les Portes, Le Livre de poche, 1982  [1966], ISBN 9782253030720.
- (FR) La Nacelle, Le Livre de poche, 1984  [1967], ISBN 9782253033806.
- (FR) La Rose et le Reflet, collana Collection L'Imaginaire, Gallimard, 1986  [1968], ISBN 2070705757.
- (FR) L'Autre Rive, Gallimard, 1977, ISBN 2070183041.
- (FR) La Dame de cœur, Gallimard, 1980  [1979], ISBN 2070185923.
- (FR) Connaissez-vous Maronne?, Gallimard, 1981, ISBN 2070186865.
- (FR) Jules Bouc, Gallimard, 1988  [1987], ISBN 2070189511.
- (FR) Mes coquins, Gallimard, 1990, ISBN 9782070718115.
- (FR) La Confession d'Omer, Gallimard, 1991  [1990], ISBN 2070721558.
- (FR) Un été à la diable, Gallimard, 1992, ISBN 2070724972.
- (FR) Ursacq, Gallimard, 1994, ISBN 9782070392667.
- (FR) Le retable Wasserfall, collana Collection Blanche, Gallimard, 1994, ISBN 2070737470.
- (FR) Caporal supérieur, Gallimard, 1995, ISBN 2070192016.
- (FR) Le Miroitier, collana Collection Folio, Gallimard, 2001  [1996], ISBN 2070416828.
- (FR) Tombeau d'Héraldine, Gallimard, 1997, ISBN 9782070192755.
- (FR) Talbard, Gallimard, 1998, ISBN 9782070749546.
- (FR) Le ciel de Bargetal, Grasset & Fasquelle, 1999, ISBN 978-2246567318.
- (FR) Clémence et Auguste, Grasset, 2000, ISBN 9782246602514.
- (FR) Les mouches et l'âne, Grasset & Fasquelle, 2001, ISBN 978-2246614210.
- (FR) Cache-cache, Grasset & Fasquelle, 2002, ISBN 9782246640516.
- (FR) Du temps qu'on plaisantait, Grasset & Fasquelle, 2003, ISBN 978-2246641919.
- (FR) La poste de nuit, Grasset & Fasquelle, 2004, ISBN 978-2246678816.
- (FR) Le ciel est aux petits porteurs, Grasset & Fasquelle, 2006, ISBN 978-2246705819.

### Racconti
- (FR) Les Noces du merle, Gallimard, 1985  [1963], ISBN 9782070702527.
- (FR) L'Été des femmes, Gallimard, 1985  [1964], ISBN 2070702545.
- (FR) Le Chemin des caracoles, Gallimard, 1988  [1966], ISBN 2070380610.
- (FR) Jardin d'Armide, Robert Laffont, 1976  [1969], ISBN 978-2221016329.
- (FR) Mémoire de la ville, Gallimard, 1991  [1970], ISBN 2070722244.
- (FR) Vessies et Lanternes, Gallimard, 1971, ISBN 2070184994.
- (FR) La Barque amirale, Gallimard, 1972, ISBN 2070281906.
- (FR) Fouette cocher!, Gallimard, 1980  [1973], ISBN 2070371603.
- (FR) Les Princes des quartiers bas, Gallimard, 1974, ISBN 2070290735.
- (FR) Le Chant des matelots, collana Plaisir des contes, Casterman, 1976, ISBN 978-2203133235.
- (FR) L'Enfant de Bohème, Gallimard, 1978, ISBN 9782070299065.

### Poesie
- (FR) Tirelire, collana collection blanche, Gallimard, 1976, ISBN 2070182320.
- (FR) Œillades, collana collection blanche, Gallimard, 1979, ISBN 2070185354.
- (FR) Volière, collana collection blanche, Gallimard, 1981, ISBN 2070186318.
- (FR) Drageoir, collana collection blanche, Gallimard, 1983, ISBN 2070700674.
- (FR) Lucarnes, collana collection blanche, Gallimard, 1984, ISBN 9782070702978.
- (FR) Intailles, collana collection blanche, Gallimard, 1991  [1986], ISBN 2070188833.
- (FR) À la Marelle, collana collection blanche, Gallimard, 1987, ISBN 2070709159.
- (FR) Carillon, collana collection blanche, Gallimard, 1988, ISBN 2070713245.
- (FR) Le Porte-œufs, collana collection blanche, Gallimard, 1989, ISBN 2070190234.
- (FR) Automnales, collana collection blanche, Gallimard, 1992, ISBN 978-2-07-072609-7.
- (FR) À la courte paille, collana collection blanche, Gallimard, 1993, ISBN 9782070732821.
- (FR) Étiquettes, collana collection blanche, Gallimard, 1993, ISBN 9782070736768.
- (FR) Sous-main, collana collection blanche, Gallimard, 1994, ISBN 2070192024.
- (FR) Taciturnes, collana collection blanche, Gallimard, 1995, ISBN 2070744140.
- (FR) De laine et soie. Retouches, collana Collection Blanche, Gallimard, 1997, ISBN 2070748340.
- (FR) Images, mes catins: Retouches, Grasset & Fasquelle, 1999, ISBN 978-2246567417.
- (FR) Le tremble et l'acacia: Retouches, Bernard Grasset, 2002, ISBN 978-2246614302.
- (FR) A quatre épingles, Grasset & Fasquelle, 2002, ISBN 9782246567516.
- (FR) A dire vrai, Grasset & Fasquelle, 2003, ISBN 9782246642015.
- (FR) Faubourg des fées: Retouches, Grasset & Fasquelle, 2004, ISBN 978-2246642114.
- (FR) Oboles: Retouches, Grasset & Fasquelle, 2006, ISBN 978-2246715610.
- (FR) Fenêtre mon navire, Grasset & Fasquelle, 2008, ISBN 9782246740315.
- (FR) L'esplanade: Retouches, Grasset & Fasquelle, 2010, ISBN 978-2246767312.
- (FR) Vestiaire des anges: Retouches, Grasset & Fasquelle, 2012, ISBN 978-2246802822.

### Teatro
- (FR) C'est à quel sujet ? suivi de Le Roi Fanny, Gallimard, 1984, ISBN 2070187969.
- (FR) À la Belle Étoile - À votre service - Le beau voyage, collana Collection Blanche, Gallimard, 1985, ISBN 2070705218.
- (FR) Coup de lune - La partie de carte - Le voyage de noce, Editions Gallimard, 1986, ISBN 978-2070706938.
- (FR) La Toison d'or - Le Paradis, Gallimard, 1987, ISBN 2070189252.
- (FR) La reine fracassée: Le jardin, Editions Gallimard, 1995, ISBN 978-2070192137.

## Filmografia

### Attore
- Fino all'ultimo respiro (À bout de souffle), regia di Jean-Luc Godard (1960)
- I giochi dell'amore (Les Jeux de l'amour), regia di Philippe de Broca (1960)
- Don Giovanni '62 (Le Farceur), regia di Philippe de Broca (1960)
- Tirate sul pianista (Tirez sur le pianiste), regia di François Truffaut (1960)
- L'occhio del maligno (L'Œil du malin), regia di Claude Chabrol (1962)
- L'uomo di Rio (L'homme de Rio), regia di Philippe de Broca (1964)
- Tutti pazzi meno io (Le Roi de coeur), regia di Philippe de Broca (1966)
- La sposa in nero (La Mariée était en noir), regia di François Truffaut (1968)
- Non drammatizziamo... è solo questione di corna (Domicile conjugal), regia di François Truffaut (1970)
- Sortie de secours, regia di Roger Kahane (1970)
- Tutta una vita (Toute une vie), regia di Claude Lelouch (1974)
- Asterix e la zizzania (La Zizanie), regia di Claude Zidi (1978)

### Sceneggiatore
- La Récréation, regia di François Moreuil e Fabien Collin (1960)
- I giochi dell'amore (Les jeux de l'amour), regia di Philippe de Broca (1960)
- Le Bal des espions, regia di Michel Clément (1960)
- Le Farceur, regia di Philippe de Broca (1961)
- L'amante di 5 giorni (L'Amant de cinq jours), regia di Philippe de Broca (1961)
- Cartouche, regia di Philippe de Broca (1962)
- I sette peccati capitali (Les sept péchés capitaux), regia di Claude Chabrol (1962)
- L'uomo di Rio (L'homme de Rio), regia di Philippe de Broca (1964)
- Scappamento aperto (Échappement libre), regia di Jean Becker (1964)
- L'uomo di Hong Kong (Les Tribulations d'un Chinois en Chine), regia di Philippe de Broca (1965)
- Marie Chantal contro il dr. Kha (Marie-Chantal contre le docteur Kha), regia di Claude Chabrol (1965)
- Tutti pazzi meno io (Le roi de coeur), regia di Philippe de Broca (1966)
- L'amore attraverso i secoli (Le plus vieux métier du monde), regia di Claude Autant-Lara (1967)
- Criminal story (La route de Corinthe), regia di Claude Chabrol (1967)
- Non tirate il diavolo per la coda (Le diable par la queue), regia di Philippe de Broca (1968)
- Portami quello che hai e prenditi quello che vuoi (Les caprices de Marie), regia di Philippe de Broca (1969)
- Le pistolere (Les Pétroleuses), regia di Christian-Jaque (1971)
- Pas folle la guêpe, regia di Jean Delannoy (1972)
- L'affare Dominici (L'affaire Dominici), regia di Claude Bernard-Aubert (1973)
- Una femmina infedele (Une femme fidèle), regia di Roger Vadim (1976)
- Police Python 357, regia di Alain Corneau (1976)
- La minaccia (La menace), regia di Alain Corneau (1977)
- Le cheval d'orgueil, regia di Claude Chabrol (1980)
- Les Cavaliers de l'orage, regia di Gerard Vergez (1984)
- Chouans!, regia di Philippe de Broca (1988)
- Marat, regia di Maroun Bagdadi - serie TV (1989)

### Dialoghista
- I giochi dell'amore (Les jeux de l'amour), regia di Philippe de Broca (1960)
- Le Farceur, regia di Philippe de Broca (1961)
- Cartouche, regia di Philippe de Broca (1962)
- Buccia di banana (Peau de banane), regia di Marcel Ophuls (1963)
- Angelica (Angélique, Marquise des Anges), regia di Bernard Borderie (1964)
- L'uomo di Rio (L'homme de Rio), regia di Philippe de Broca (1964)
- Angelica alla corte del re (Merveilleuse Angélique), regia di Bernard Borderie (1965)
- L'armata sul sofà (La vie de château), regia di Jean-Paul Rappeneau (1966)
- Monnaie de singe, regia di Yves Robert (1966)
- Il ladro di Parigi (Le Voleur), regia di Louis Malle (1966)
- Tutti pazzi meno io (Le roi de coeur), regia di Philippe de Broca (1966)
- Il 13° uomo (Un homme de trop), regia di Constantin Costa-Gavras (1967)
- Tre passi nel delirio, regia di Louis Malle (1968)
- Gli sposi dell'anno secondo (Les Mariés de l'an II), regia di Jean-Paul Rappeneau (1971)
- Pas folle la guêpe, regia di Jean Delannoy (1972)
- Due contro la città (Deux Hommes dans la ville), regia di José Giovanni (1973)
- Marat, regia di Maroun Bagdadi - serie TV (1989)

## Premi letterari
- Premio Max Jacob, 1970 [6].
- Prix de l'Académie française, 1971, per Vessies et lanternes[5]
- Prix Goncourt de la nouvelle, 1974
- Prix Pierre de Monaco, 1979[5]
- Prix Kléber Haedens, 1983[7]
- Grand Prix de la SGDL, 2001[5]